# Mausolée Sidi Bouraoui
Le mausolée Sidi Bouraoui est une zaouïa tunisienne située à Sousse.

## Histoire
Le mausolée se trouve au centre de la médina de Sousse. Elle porte le nom du saint patron et protecteur de la ville, Sidi Abu Abdallah Ibn Imran Bouraoui, un marabout soufi originaire de la région de Souss au Maroc et qui s'est installé dans la ville à l'époque hafside.
La zaouïa abrite le tombeau du saint que les croyants locaux continuent à visiter pour solliciter sa grâce, notamment pendant les grands moments de la vie : mariages, circoncisions et fêtes religieuses.